# Veľaty
Veľaty jsou obec na Slovensku. Nacházejí se v Košickém kraji, v okrese Trebišov. Žije v nich 818 obyvatel. První písemná zmínka o vesnici pochází z roku 1220.

## Historie
Veľaty leží v jihozápadní části Východoslovenské nížiny, na odlesněné pahorkatině pod Zemplínskými vrchy, se v nadmořské výšce 160 m. Některé prameny[kdo?] uvádějí osídlení této lokality již v mladší době kamenné. Systematický archeologický výzkum v katastrálním území Veľaty však doposud nebyl uskutečněn.
Ve Varadínském registru z roku 1220 lze nalézt první písemnou zmínku o obci Veľaty, která se tam uvádí pod názvem Villa Velchea. Původní název Velchea se v průběhu historického vývoje měnil na Velethe (1417), Welatin (1786), Veľaty a Velatin (1720). Současný název obce se používá nepřetržitě od roku 1927.
Roku 1558 se uváděl jako majitel obce Michal Perényi, ale o desetiletí později (1568) byl již majitelem Imrich Leökös. Ve sčítacím soupisu z roku 1598 patřila rozhodující část statků v obci Mikulášovi Bornemiszovi.
Tragické následky měl pro Veľaty vpád vojenského oddílu krymských Tatarů, kteří v roce 1566 zpustošili převážnou část obce. Obyvatelstvo před Tatary utíkalo a mnozí se už do zpustošené obce nevrátili. Na Veľaty dolehly následky morové epidemie roku 1663, která vyhubila téměř celou obec. Ta se z této tragédie jen těžko vzpamatovávala. Na přelomu 17. a 18. století, v důsledku morové epidemie a protihabsburských povstání, byly Veľaty vylidněné. Zůstaly neobydlené pravděpodobně do roku 1712, kdy začalo jejich dosídlování. Bezprostředně poté, když roku 1714 obec dostal do zástavy Márton Kosovich, v ní bylo pět obydlených a sedm opuštěných usedlostí.
Rozvoj obce v 18. století významně ovlivnila slovenská a rusínská kolonizace, v jejímž důsledku se do opuštěných usedlostí středního Zemplína stěhovalo obyvatelstvo severovýchodních částí Uherska (Slovenska). Rusínské obyvatelstvo bylo převážně řecko-katolického vyznání. Na rozvoj obce v této době poukazují dostupné demografické údaje z roku 1787. Podle nich tvořilo tehdejší Velatín již 54 domů a 418 obyvatel.

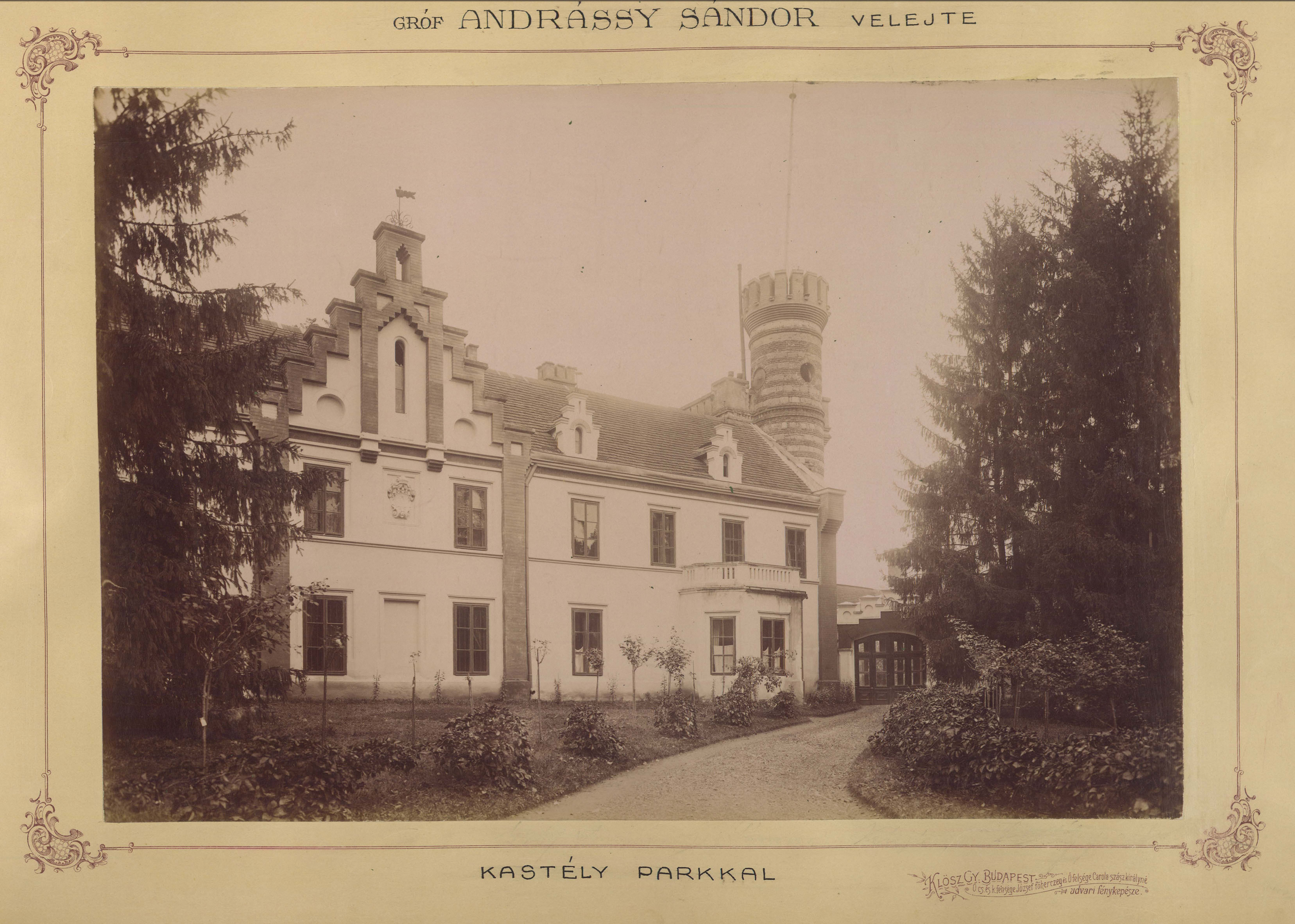
Bývalý zámeček

V roce 1748 dostal vesnici do zástavy Ján Okolicsányi a později se stala majetkem rodiny Almássyovců, která měla honosné sídlo v Hraňském kaštelu. Od Almássyovců koupil statky ve Veľatech hrabě Csáky, který dal postavit dnes již neexistující objekt zámečku.
Obec, která se nacházela u hlavní silniční komunikace procházející Zemplínskou župou, měla od roku 1794 důležitou poštovní stanici. Hlavním zaměstnáním obyvatelstva bylo zemědělství a dřevorubectví.
Ani Veľaty neobešla roce 1831 cholerová epidemie, která dala podnět k revoltě poddaných během východoslovenského rolnického povstání na žipovsko-trebišovském směru.
Historické prameny uvádějí, že statky, které ve Veľatech vlastnila rodina Csákyovců, přešly do držby rodiny Szapáryovců a prostřednictvím Etely Szapáryové na Andrássyovce.
Na přelomu 19. a 20. století měl největší majetkový podíl v obci hrabě Alexander Andrássy. Veľaty byly v tomto čase slovenskou obcí, ve které žilo ve 120 domech 788 obyvatel, většinou řeckokatolického vyznání. Spolu s velkostatkem patřil Andrássyovcům i zámeček, který nechali architektonicky dobudovat a zvelebit. Zámeček však roku 1928 vyhořel a dále existoval pouze jako zřícenina. Rozsáhlý park se starými a vzácnými dřevinami značně utrpěl v průběhu druhé světové války a postupně zchátral.
Koncem 19. století existovaly u pramene slané zásadité jódové vody místní lázně na léčení katarů horních cest dýchacích a vnitřních, zejména zažívacích chorob a chorob štítné žlázy. Vodní zdroj tvořila hluboká studna v hraběcím parku se slanou zásaditou jodovou vodou. Lázně zchátraly zejména poté, kdy hrabě Alexander Andrássy omezil vstup občanů do parku. Park byl totiž jeho vlastnictvím a některé prameny uvádějí, že dal převážnou část lázní zbourat. Zbývající část byla zničena v druhé světové válce. Lidé si však navzdory zákazu hraběte odnášeli vodu domů a užívali ji při různých neduzích jako dietní minerálku.
Počátkem 20. století bylo ve Veľatech i úvěrové družstvo. Zaměstnání obyvatelstva se ani po vzniku ČSR nezměnilo. Veľaty zůstaly zemědělskou obcí, část obyvatel nacházela pracovní příležitosti u železnice. Po Vídeňské arbitráži byly Veľaty jako pohraniční obec až do 14. března 1939 obsazené Horthyovským Maďarskem. Občané se v tomto čase obraceli s peticemi na úřady a žádali návrat obce zpět do vznikající České republiky.
Při přechodu fronty během druhé světové války utrpěla obec značné materiální škody, protože se nacházela u hlavní silniční komunikaci a na železniční trati. Veľaty byly známé silnou občanskou i komunistickou složkou protifašistického odboje, se kterou spolupracovali i někteří příslušníci tamní finanční stráže. Sedmdesát občanů aktivně bojovalo v zahraniční československé armádě, zejména v 1. československém armádním sboru. Domů se vrátili všichni, někteří s trvalými následky po zraněních.